# Данон, Рами
Рами Данон (ивр. רמי דנון‎, англ. Rami Danon) — израильский актёр, писатель и режиссёр. Лауреат премии Израильского центра кино в номинации «Лучшая роль второго плана» и театральной премию Маскина в номинации лучший актёр.

## Биография
Рами Данон родился 12 июня 1943 года в Марокко. В возрасте 6 лет он со своей семьёй переехал в Израиль.
Своё актёрское образование Рами Данон начал студии Нолы Чилтон. С 1970 по 1973 год он учился на театральном факультете Тель-Авивского университета. По завершении обучения поступил в театр Хайфы.

### Киноактёр
В 1984 году на экраны вышел фильм «За решёткой», в котором Рами Данон снялся в роли второго плана Питуси. Фильм получил ряд наград Израильского центра кино, а Рами Данон был удостоен награды в номинации «Лучшая роль второго плана». Впоследствии фильм был удостоен первой премии на фестивале в Салерно и приза жюри кинокритиков Венецианского кинофестиваля, а также стала одним из пяти претендентов на «Оскар» за лучший фильм на иностранном языке — это был последний израильский номинант на эту премию перед 25-летним перерывом. В 2005 году актёр принял участие в съёмках совместного израильско-французского фильма «Иди и живи» (ивр. תחיה ותהיה‎, фр. Va, vis et deviens). Фильм получил высокую оценку критиков и заслужил ряд наград, среди которых «Приз зрительских симпатий» и приз Cinema Europe на Берлинском кинофестивале, приз за самый популярный фильм на кинофестивале в Ванкувере и ряд номинаций, в том числе и «Лучший фильм».
В 2014 году Рами Данон снимался в роли раввина Шмуэля Данино в фильме «Развод». В том же году фильм получил премию «Офир» в номинации «Лучший фильм».

### Театральный деятель
В 1968 году принял участие создании театра «Хан» в Иерусалиме.
В 1986 году Рами Данон впервые выступил в роли режиссёра и сценариста. Его первой работой стал детский спектакль «Грань волшебника».
В 1990 году Рами Данон выступил сразу в нескольких ролях при постановке пьесы «В маске»: сценарист (совместно с Иланом Хазором), режиссёр, актёр. Спектакль был тепло встречен критиками и зрителями. На фестивале в Акко в 1990 году постановка получила премию в номинации «Лучший спектакль», а сам Рами Данон получил премию Маскина в номинации «Лучший актёр». Спектакль выдержал более 200 показов. С 1992 по 1995 год он принимал участие в художественном руководстве фестиваля в Акко.
В сентябре 1993 года Рами Данон представил пьесу «Шайнделе» (сценарий для пьесы написан совместно с Амноном Леви). В пьесе впервые для светской аудитории была представлена жизнь ультраортодоксального сообщества. Спектакль шёл на израильской сцене более 10 лет. Во время гастролей в Аргентине постановка получила много положительных откликов. На фестивале в Манчестере пьеса получила приз в номинации «Лучшая пьеса».
В 1996 году в соавторстве с Амноном Леви Рами Данон написал сценарий пьесы «Полуночный тиккун». Спектакль поставленный Рами Даноном был показан почти 300 раз. В 1998 году он поставил пьесу «Маленький демон», которая шла на сцене более четырёх лет. Спектакль «Отцовская коса» (совместный сценарий с Амноном Леви) была впервые показан в 2003 году и затем ещё более 400 раз.
В 2003 году Рами Данон основал общественный театр в городе Сдерот.

## Личная жизнь
Рами Данон был женат на актрисе Тхии Данон, имел двух дочерей, ставших актрисами: Хен Данон Сакс и Хагар Данон Захави.
Умер 3 октября 2019 года в Тель-Авивской больнице «Ихилов». Прощание с актёром и режиссёром проходило в театре Камери. Похоронен Рами Данон на кладбище Яркон.

## Оценки
Сценарист Амнон Леви высоко оценил режиссёрский талант: 
Он был великим режиссёром актёров, который, к сожалению, не получил той оценки, которую заслуживал. У него была способность работать с людьми и видеть, что они могут дать в характере.
Министр культуры и спорта Мири Регев отмечала:
Рами был наделен талантами и преуспел во всех областях своей деятельности как драматург, режиссёр и актёр.

## Фильмография
Рами Данон снялся в ряде фильмом в период с 1968 по 2014 год:
- 1968 — «Другая сторона» (ивр. הצד השני‎)
- 1981 — «Индеец на солнце» (ивр. אינדיאני בשמש‎) — прапорщик
- 1982 — «Габи Бен-Якар» (ивр. גבי בן יקר‎) — Асаф Дахан
- 1983 — «Родина» (ивр. ארץ מולדת‎) — Разные персонажи
- 1984 — «За решёткой» (ивр. מאחורי הסורגים‎) — Питоси
- 1986 — «Хлеб» (ивр. לחם‎) — Шломо Эльмалиах
- 1986 — «Улыбка ягненка» («Улыбка козерога») (ивр. חיוך הגדי‎) — Ланиадо
- 1987 — «Невозможный шпион» (ивр. המרגל הבלתי אפשרי‎) — Амрам
- 1990 — «Поцелуй в Метрополитене» («День нашей встречи») (ивр. נשיקה במצ"ח‎) — Бен Шаббат
- 1991 — «Реальное Время» (ивр. זמן אמת‎) — раввин бригады
- 1992 — «За решёткой 2» (ивр. מאחורי הסורגים 2‎) — Питоси
- 1994 — «Новая Страна» (ивр. ארץ חדשה‎) — Бардуго
- 1999 — «Полицейский» (ивр. איש משטרה‎)
- 2001 — «Убийство, съемка» (ивр. רצח, מצלמים‎)
- 2002 — «101»
- 2003 — «Сладкие сны» (ивр. חלומות מתוקים‎) — Морис Сэвидж
- 2004 — «Вкус сладости» («Что-нибудь сладкое») (ивр. משהו מתוק‎) — Меир
- 2005 — «Иди и живи» (Живи и будь) (ивр. תחיה ותהיה‎) — дедушка
- 2006 — «Место» (ивр. המקום‎) — Моррис
- 2011 — «Вопросительные знаки» (ивр. סימני שאלה‎) — раввин Сидер
- 2011 — «Между Солнцами» (ивр. בין השמשות‎) — Шулам
- 2011 — «Доброе утро, господин Фидельман!» (ивр. בוקר טוב אדון פידלמן‎) — Максим Маламуд
- 2013—2016 — 17-серийный сериал «Травма головы» (ивр. פצועים בראש‎) — Эхуд Тамир
- 2014 — «Развод» (ивр. גט‎) — раввин Шмуэль Данино

## Работы в театре
| Пьеса                  | Роль              | Театр           | Режиссёр              | Комментарии |
| ---------------------- | ----------------- | --------------- | --------------------- | ----------- |
| «Много шума из ничего» | Дон Джон          | Театр Хайфы     | Омри Ницан            |             |
| «Ромео и Джульетта»    | Меркуцио          | Театр Хайфы     | Одед Котлер           |             |
| «Девушка и смерть»     | Шаргай            | Театр Хайфы     | Гиллель Миттельфункет |             |
| «Шесть душ ищут друга» | Роль              | Театр Хайфы     | Рины Йерушалми        |             |
| «Царь Израиля»         | Царь Израиля      | Театр           | Иегошуа Соболь        |             |
| «Гетто»                | Вайскопф          | Театр Хайфы     | Гедалии Басер         |             |
| «Реолеим»              | Дауд              | Камери          | Рами Данон            |             |
| «Ангелы в Америке»     | Рой Коэн          | Камери          | Тони Кушнер           |             |
| «Труба в Боади»        | Алексей           | Бейт-Лисин      | Рами Данон            |             |
| «Трое в ночи»          |                   | Бейт-Лесин      | Гиллель Миттельфанкет |             |
| «Святая вода»          | Логерман          | Бейт-Лесин      | Микки Гурвиц          |             |
| «Братьяя по поцелуям»  | Дэнсе             | Театр Беэр-Шевы | Гиллель Миттельфанкет |             |
| «Разрешение на жизнь»  | Эльмалех          | Театр Беэр-Шевы | Синай Питер           |             |
| «Перст Божий»          | Арохас            | Театр Беэр-Шевы | Рами Данона           |             |
| «Пляска смерти»        | Эдгар             | Габима          | Дэвид Левин           |             |
| «Охота на ведьм»       | Преподобный Пэрис | Габима          | Шмулик                |             |

| Год премьеры | Название                 | Сценарист                  | Режиссёр   | Театр                               | Комментарии                                                              |
| ------------ | ------------------------ | -------------------------- | ---------- | ----------------------------------- | ------------------------------------------------------------------------ |
| 1986         | «Грань волшебника»       | Рами Данон                 | Рами Данон | Театр Хайфы                         |                                                                          |
| 1987         | «Дождь»                  | Гилад Эврон                | Рами Данон | Камери                              |                                                                          |
| 1988         | «Близнецы»               | Сами Михаэль               | Рами Данон | Театр Хайфы                         |                                                                          |
| 1990         | «Труба в Боади»          | Сами Михаэль               | Рами Данон |                                     |                                                                          |
| 1990         | «Реолеим»                | Илан Хазор/Рами Данон      | Рами Данон | Камери                              | Премия «Лучший спектакль» на фестивале в Акке; Премия Мескина            |
| 1992         | «Трамвай „Желание“»      | Теннесси Уильямс           | Рами Данон | Театр Бейт-Лисин                    |                                                                          |
| 1993         | «Клятва Адра»            | Хаим Идисис                | Рами Данон | Театр для детей и юношества         |                                                                          |
| 1993         | «Танец Андерсена»        |                            | Рами Данон | Танцевальная труппа «Звук и тишина» |                                                                          |
| 1993         | «Шайндела»               | Амнон Леви/Рами Данон      | Рами Данон | Камери                              | Премия в номинации «Лучший спектакль» на фестивале в Манчестере, Англия; |
| 1996         | «Полночь»                | Амнон Леви/Рами Данон      | Рами Данон | Камери                              |                                                                          |
| 1997         | «Они приедут завтра»     | Натан Шахам                | Рами Данон | Театр Кибуц                         |                                                                          |
| 1997         | «Новая песня»            | Клиффорд Одетс             | Рами Данон | Театр Беэр-Шева                     |                                                                          |
| 1998         | «Маленький демон»        | Додо Дотан/Рами Данон      | Рами Данон | Габима                              |                                                                          |
| 1998         | «Ури Мори»               | Ицхак Бен-Нер              | Рами Данон | Театр Хакамари                      |                                                                          |
| 1998         | «Спасательный поезд»     | Дайан Сэмюэлс              | Рами Данон | Театр для детей и юношества         |                                                                          |
| 1999         | «Цви Сивир»              | Литтл Порат                | Рами Данон | Идишпольский театр                  |                                                                          |
| 2000         | «Перст Божий»            | Дану Баниа-Сери/Рами Данон | Рами Данон | Театр Беэр-Шева                     |                                                                          |
| 2001         | «Искупление» (ивр. כפרות‎ | Шалом-Алейхем              | Рами Данон | Театр Ноябрь[какой?][какой?]        |                                                                          |
| 2002         | «Украденная вода»        | Литтл Порат                | Рами Данон | Театр Беэр-Шева                     |                                                                          |
| 2003         | «Отцовская коса»         | Амнон Леви/Рами Данон      | Рами Данон | Камери                              |                                                                          |
| 2006         | «Добрый сын»             | Йосси Мельман/Рами Данон   | Рами Данон | Камери                              |                                                                          |